# Lori & Co.
Lori & Co. ist ein deutscher Spielfilm von 1917. Die Produktionsfirma war die Berliner Film-Manufaktur GmbH. Der Film wurde im Februar 1917 von der Zensur geprüft.

## Handlung
„Lori, eine Waise, wurde in der Familie des Rates Kuppelwieser als entfernte Verwandte aufgezogen. Rudolf, der Sohn Kuppelwiesers sollte, um die ruinierte Familie zu retten, die Tochter der Baronin Thunau heiraten. Doch Lori und Rudolf liebten sich und da der Rat die Einwilligung versagte, verließ Lori dessen Haus. Nach fünf Jahren war sie Besitzerin eines großen Modewarenhauses, verschaffte durch ihren Einfluß Rudolf eine Stelle und heiratete ihn als ihren Compagnon.“

## Kritiken
Paimann’s Filmlisten: „Stoff recht gut, Photos und Szenerie sehr gut.“